# Chiesa di San Grato (Bellano)
La chiesa di San Grato, o chiesa di San Grato ai Monti, è un piccolo edificio religioso edificato intorno al 1680 sui monti di Vendrogno, frazione del comune di Bellano, nell'alta Valsassina.

## Storia
Le prime prove certe dell'esistenza della chiesetta risalgono al 1571: fu in questo anno che il cronista Paride Cattaneo della Torre scrisse nella sua Descritione della Valsassina che «sopra il monte detto Muggio vi sono fabbricate due chiesuole, una di Santo Ulderico da loro goffi Gualdrico detto [...] l'altra dedicata a San Grato Confessore».
L'edificio attuale è opera di una radicale ristrutturazione del 1680 di un precedente oratorio, forse di origine quattrocentesca. I lavori furono condotti dal vendrognese Giorgio Vitali, e dell'antico edificio oggi troviamo un affresco con la Trinità con la Vergine col Bambino e due Santi Vescovi, parzialmente coperto da stuccature di epoca più recente, e una statua in legno raffigurante San Grato di epoca medievale (XIII secolo). Risale al XVII secolo anche una tela con la Vergine tra San Grato e Sant'Antonio.

## Architettura
L'oratorio di San Grato è posto a circa 1000 m s.l.m. su un colle che domina il lago di Como. La sua struttura è molto semplice: si presenta con una facciata rettangolare con due piccole finestre chiuse con grate poste al di sopra del portale d'ingresso. All'interno lo spazio è suddiviso in un'unica aula rettangolare con volta a botte e un presbiterio, anch'esso rettangolare. Sulla parete dell'abside sono visibili i resti degli affreschi cinquecenteschi, dove sono ancora chiaramente leggibili le figure della Trinità con la Madonna in trono col Bambino e due Santi Vescovi, accompagnati da figure di santi (tra cui Santa Caterina e Sant'Antonio) ai lati. Tutto il presbiterio è decorato in stucco di datazione incerta, ma sicuramente successivo ai lavori secenteschi del Vitale. Una tela raffigurante San Grato nell'atto di esorcizzare una tempesta, copia di un'opera secentesca trafugata nel 1994, è ancora ben conservata nella chiesa dopo aver subito un restauro.
Il campanile a vela risale al 1707, mentre nel 1749 furono addossati all'edificio due corpi laterali, uno per il custode e l'altro con la funzione di ricovero per i pellegrini, oggi utilizzati per ospitare mostre storico-culturali.